# Accidente del Gulfstream III de Avjet en 2001
El 29 de marzo de 2001, un avión comercial Gulfstream III fletado por Avjet, operando un vuelo desde Los Ángeles, California, a Aspen, Colorado, se estrelló durante la aproximación final. Los tres tripulantes y los 15 pasajeros a bordo fallecieron.
La investigación posterior de la Junta Nacional de Seguridad en el Transporte (NTSB) concluyó que la causa del accidente fue el descenso prematuro del capitán por debajo de la altitud mínima de descenso, realizado sin tener la pista a la vista.
La investigación del accidente también puso de relieve varios problemas de seguridad generales, como la presión ejercida por los clientes sobre los pilotos de vuelos chárter, los vuelos nocturnos a aeropuertos cercanos a terrenos montañosos y la ambigüedad de algunas normas de la Administración Federal de Aviación (FAA).

## Historia del vuelo
El capitán Robert Frisbie (44) y el primer oficial Peter Kowalczyk (38) se presentaron a trabajar en las instalaciones de Avjet en Burbank, California, alrededor del mediodía del día del accidente. Tras verificar el estado del tiempo y la aeronave, emprendieron un vuelo de reposicionamiento de 11 minutos al Aeropuerto Internacional de Los Ángeles (LAX) para recoger a sus pasajeros. El vuelo estaba programado originalmente para salir de LAX a las 16:30 MST, pero despegó a las 17:11 MST tras un retraso de 41 minutos debido a los pasajeros que llegaron tarde.
Más temprano ese mismo día, un especialista de la FAA había informado a la tripulación que sería ilegal aterrizar de noche en Aspen según las normas de vuelo por instrumentos. Además, la tripulación sabía que, debido a las restricciones de reducción de ruido, su avión a reacción debía aterrizar en Aspen antes del toque de queda nocturno de las 18:58 MST. Tras el retraso en la salida de LAX, su hora estimada de llegada era a las 18:46 MST, doce minutos antes de que entrara en vigor el toque de queda.
A medida que el vuelo se aproximaba al Aeropuerto del Condado de Aspen/Pitkin, se hizo evidente que algunos de los demás vuelos entrantes estaban realizando aproximaciones frustradas, ya que no habían podido completar una aproximación instrumental a la pista del aeropuerto. El aeropuerto está rodeado de terreno elevado por todos lados y se requiere un descenso bastante pronunciado para aterrizar.
A las 18:56:06 MST, el vuelo recibió autorización para la aproximación instrumental VOR/DME-C al aeropuerto, tras lo cual se dirigió al VOR de Mesa Roja, ejecutó una secuencia de maniobras de descenso designadas e inició la aproximación final a la pista. Mientras continuaba su descenso más allá del punto de aproximación frustrada (donde la pista debe estar a la vista para continuar), los pilotos aún no la habían localizado visualmente debido a la creciente oscuridad y las nevadas. A las 19:01:57 MST, mientras se encontraba en una pronunciada inclinación a la izquierda, la aeronave se estrelló contra el terreno, causando la muerte de las 18 personas a bordo.

## Investigación y reporte final

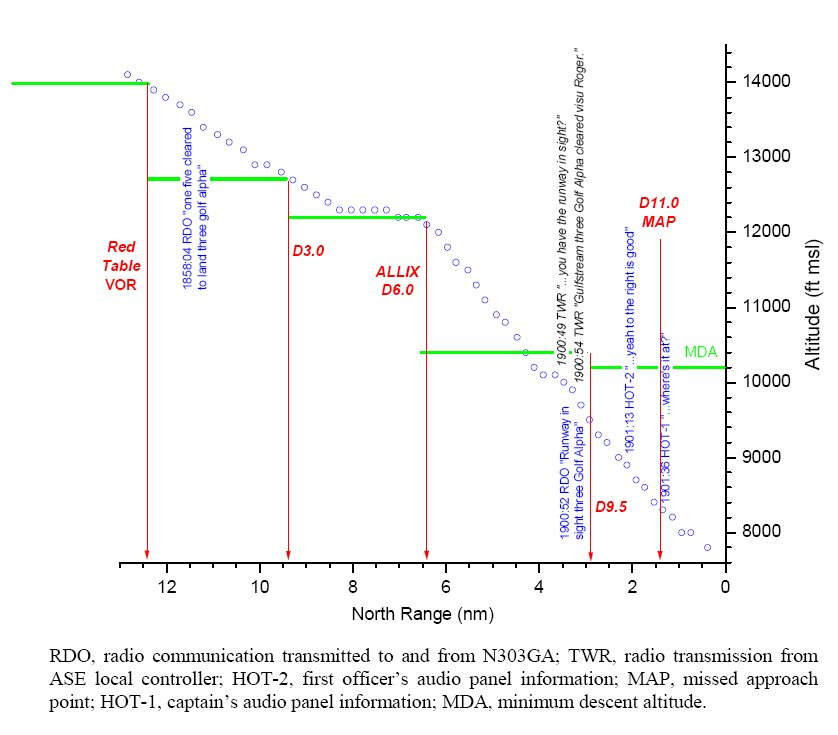
Vista del perfil de la aproximación del N303GA a Aspen (informe de la NTSB).

Tras el accidente, se recuperó de los restos la grabadora de voz de cabina del avión y se comprobó que los datos registrados estaban intactos y eran utilizables. Según las normas de taxi aéreo del Código de Regulaciones Federales (CFR), Parte 135, no se requería una grabadora de datos de vuelo para este tipo de vuelo, y no se había instalado ninguna.
Parte de la investigación posterior de la NTSB se centró en que la aproximación por instrumentos en el aeropuerto de destino no era legal para el aterrizaje nocturno, y en la presión general ejercida por el cliente del chárter sobre la compañía chárter y la tripulación para completar el vuelo hasta el destino original. Según testigos, el cliente del chárter, al enterarse de que el vuelo podría tener que ser desviado a un aeropuerto alternativo debido a la restricción de aterrizaje nocturno, pidió a su asistente comercial que llamara a la gerencia de Avjet para informarles de que el avión no iba a ser redirigido.
Además, los testigos afirmaron que, cuando el cliente del chárter se enteró de que el capitán había hablado del posible desvío con algunos de los pasajeros que esperaban a los pasajeros que llegaban tarde, le pidió a su asistente que llamara a Avjet para indicarle al capitán que se guardara sus comentarios.
El programador del departamento de chárter de Avjet testificó posteriormente que «el capitán consideró importante aterrizar en Aspen debido a la considerable cantidad de dinero que el cliente [del chárter] gastó en una cena».

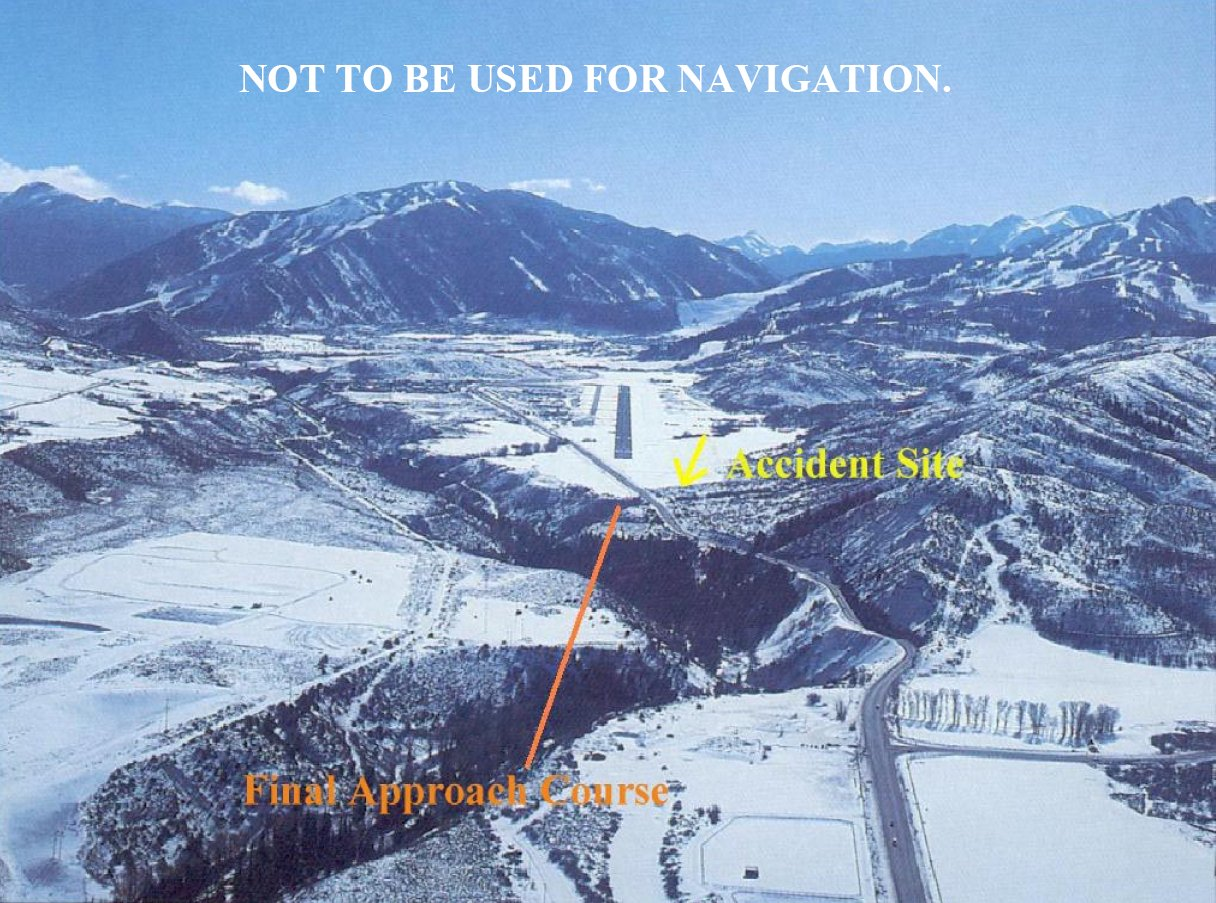
Vista diurna con buen tiempo de la aproximación a la pista 15 en el aeropuerto de Aspen, que muestra el lugar del accidente del N303GA (informe de la NTSB).

Según la información obtenida de la grabadora de voz de la cabina, el auxiliar de vuelo había escoltado a un pasajero masculino no identificado hasta el asiento plegable de la cabina de vuelo durante la secuencia de aproximación. Según el análisis de la NTSB, «la presencia de este pasajero en la cabina, especialmente si se trataba del cliente del chárter, probablemente aumentó la presión sobre la tripulación para aterrizar en Aspen».
La NTSB emitió su informe final el 11 de junio de 2002, con la siguiente causa probable:

La Junta Nacional de Seguridad en el Transporte determina que la causa probable de este accidente fue la operación del avión por parte de la tripulación de vuelo por debajo de la altitud mínima de descenso sin una referencia visual apropiada de la pista.

La NTSB agregó los siguientes factores contribuyentes:

Contribuyeron a la causa del accidente la redacción poco clara de la Notificación a los aviadores del 27 de marzo de 2001 de la Administración Federal de Aviación (FAA) sobre la restricción nocturna para la aproximación VOR/DME-C al aeropuerto y el fracaso de la FAA en comunicar esta restricción a la torre de Aspen; la incapacidad de la tripulación de vuelo para ver adecuadamente el terreno montañoso debido a la oscuridad y las condiciones climáticas; y la presión sobre el capitán para aterrizar por parte del cliente del chárter y debido a la salida retrasada del avión y la restricción de aterrizaje nocturno del aeropuerto.

## Secuelas
Tras el accidente, Avjet decidió prohibir las operaciones en Aspen y otros tres aeropuertos montañosos entre el amanecer y el atardecer. Además, emitió el siguiente memorando a sus tripulaciones y programadores:[2]

«Si no puede aterrizar y estar en tierra en uno de estos aeropuertos antes del atardecer, deberá desviarse a un aeropuerto alternativo adecuado. Todos los pasajeros con destino a uno de estos destinos deben estar informados de esta política. La tripulación de vuelo debe informar al Director de Operaciones o al Piloto Jefe sobre cualquier violación de esta política o presión de los pasajeros para violarla».

Avjet también agregó la siguiente política a su manual de operaciones después del accidente:

«Solo un tripulante asignado por Avjet, un piloto verificador o un observador de la FAA puede ocupar el asiento de observador (asiento plegable) en cualquier aeronave de Avjet. Los pasajeros chárter nunca podrán ocupar el asiento de observador en ningún momento.»

## Litigio
Las familias de tres de las víctimas presentaron una demanda por homicidio culposo en Los Ángeles. Tras la declaración del jurado de negligencia del capitán y de Avjet Corporation, se llegó a un acuerdo extrajudicial, en el que Avjet acordó pagar a los demandantes un total de 11,7 millones de dólares estadounidenses en concepto de daños y perjuicios. Según informes, también se alcanzaron otros acuerdos para otras víctimas.